# R30: 30th Anniversary World Tour
| Recensione | Giudizio |
| ---------- | -------- |
| AllMusic   |          |

R30: 30th Anniversary World Tour è il sesto album dal vivo ufficiale della rock band canadese Rush ed è stato pubblicato il 22 novembre 2005. 
Il live è stato registrato il 24 settembre 2004 al Festhalle, Francoforte, Germania, durante il R30: 30th Anniversary Tour, organizzato per commemorare i trent'anni di carriera del gruppo, ed è disponibile solamente all'interno della confezione deluxe del DVD R30: 30th Anniversary World Tour.
Il disco non include la scaletta completa proposta nel corso dello show. Il brano d'apertura, chiamato R30 Overture, consiste in un medley strumentale formato da sezioni di vari pezzi estratti dai primi 6 album del gruppo in ordine cronologico.

## Tracce

### Disco 1
1. R30 Overture - 6:42
  - Finding My Way (Lee, Lifeson) (da: Rush)
  - Anthem (da: Fly by Night)
  - Bastille Day (da: Caress of Steel)
  - A Passage to Bangkok (da: 2112)
  - Cygnus X-1 (da: A Farewell to Kings)
  - Hemispheres (da: Hemispheres)
2. The Spirit of Radio – 5:05 (da: Permanent Waves)
3. Force Ten (Lee, Lifeson, Peart, Pye Dubois) – 4:49 (da: Hold Your Fire)
4. Animate – 5:49 (da: Counterparts)
5. Subdivisions – 6:09 (da: Signals)
6. Earthshine – 5:41 (da: Vapor Trails)
7. Red Barchetta – 6:49 (da: Moving Pictures)
8. Roll The Bones – 6:22 (da: Roll the Bones)
9. The Seeker (Pete Townshend) – 3:27 (da: Feedback)
10. Tom Sawyer (Lee, Lifeson, Peart, Pye Dubois) – 5:00 (da: Moving Pictures)
11. Dreamline – 5:20 (da: Roll the Bones)

Tempo totale: 61:19

### Disco 2
1. Between the Wheels – 6:17 (da: Grace Under Pressure)
2. Mystic Rhythms – 5:22 (da: Power Windows)
3. Der Trommler (Peart) – 9:01
4. Resist – 4:33 (da: Test for Echo)
5. Heart Full of Soul (Graham Gouldman) – 2:44 (da: Feedback)
6. 2112 (Overture/The Temples of Syrinx/Grand Finale) – 8:23 (da: 2112)
7. Xanadu – 6:43 (da: A Farewell to Kings)
8. Working Man (Lee, Lifeson) – 6:13 (da: Rush)
9. Summertime Blues (Jerry Capehart/Eddie Cochran) – 3:41 (da: Feedback)
10. Crossroads (Robert Johnson) – 3:13 (da: Feedback)
11. Limelight – 4:57 (da: Moving Pictures)

Tempo totale: 61:11
Tutti i brani scritti da Geddy Lee, Alex Lifeson e Neil Peart eccetto dove segnato

## Formazione
- Geddy Lee - basso, voce, sintetizzatori
- Alex Lifeson - chitarra elettrica ed acustica, voce
- Neil Peart - batteria, percussioni